# لی سانگ هو (اسنوبورد)
لی سانگ هو (انگلیسی: Lee Sang-ho؛ زادهٔ ۱۲ سپتامبر ۱۹۹۵) اسنوبردسوار اهل کره جنوبی است.